# كبلر-12b
كيبلر 12 بي (بالإنجليزية: Kepler-12b)‏ الذي يرمز له بالرمز KOI-20.01، هو كوكب خارج المجموعة الشمسية، في كوكبة التنين، يتبع Kepler-12.

## الاكتشاف
اكتشف في 2011، وكانت طريقة الاكتشاف طريقة العبور.